# Павловский, Александр Иванович
Алекса́ндр Ива́нович Павло́вский (27 июня 1927 года — 12 февраля 1993 года) — советский физик-экспериментатор, доктор физико-математических наук, академик Российской академии наук (1991), член-корреспондент Академии наук СССР (1979). Герой Социалистического Труда (1966), лауреат Государственной премии Российской Федерации (1999, посмертно), Ленинской премии (1963), Сталинской премии третьей степени (1953), Государственной премии СССР (1983), заслуженный деятель науки и техники РСФСР.

## Биография
Родился 27 июня 1927 года в городе Запорожье, до 1941 года семья жила в Харькове, а в начале войны вместе с матерью эвакуировались в Новосибирск.
В 1951 году Павловский окончил ядерное отделение Харьковского государственного университета по специальности «физика» и был направлен на работу в КБ-11, расположенный в закрытом городе Арзамас-16.
С первых шагов в области науки Павловский проявил незаурядные способности: ему удалось разработать установку, на которой был проведён ряд весьма актуальных исследований, связанных с созданием первой водородной бомбы. За эти исследования в 1953 году ему была присуждена Сталинская премия третьей степени. В дальнейшем Александр Иванович занимался вопросами создания высокоинтенсивных нейтронных генераторов, нейтронной физикой, физикой деления ядер. Результаты этих работ были использованы при разработке новых образцов ядерного оружия.
В конце 1950-х годов под руководством А. И. Павловского был разработан оригинальный малогабаритный импульсный циклический ускоритель электронов — безжелезный бетатрон, в котором были достигнуты энергия электронов и токи, значительно превосходящие токи электронов, характерные для бетатронов. Это определило широкую область их применения в исследованиях. Созданный метод получил название «метод гаммаграфических исследований». Его применение имело большое значение для разработки ядерного оружия.
За эти разработки в 1963 году Павловскому была присуждена Ленинская премия, они же составили основу докторской диссертации, которую Александр Иванович защитил в этом же году.
Работал старшим лаборантом, через некоторое время возглавил лабораторию, а в 1960 году стал руководителем крупного исследовательского отдела в ВНИИЭФ.
В 1971 году возглавил сектор (отделение) фундаментальных и прикладных исследований, затем стал заместителем научного руководителя.
А. И. Павловский был одним из авторов, инициатором и руководителем создания нового типа линейных импульсных индукционных ускорителей электронов.
Значительное внимание Александр Иванович уделял развитию экспериментальной базы отделения: созданию мощных импульсных ядерных реакторов и крупных физических установок, обеспечивающих изучение взаимодействия нейтронов, гамма-квантов, заряженных частиц с веществом, а также подземным испытаниям ядерного оружия. Сам он неоднократно участвовал в испытаниях и был одним из инициаторов широкого использования ядерных взрывов в интересах фундаментальных исследований. За деятельность в данном направлении Павловский в 1983 году получил Государственную премию СССР.
Крупным направлением деятельности Павловского было развитие и практическая реализация предложенной Андреем Дмитриевичем Сахаровым идеи магнитной кумуляции — сжатие магнитного потока направленным взрывом.
Международную известность получили созданные под его руководством и при его непосредственном участии магнитокумулятивные генераторы импульсных полей и проведённые в этих полях физические исследования свойств различных веществ. Рассматривалась возможность использования ядерного взрыва для генерирования полей в сотни мегагаусс.
Заслугой Павловского является разработка целого ряда компактных, основанных на принципе магнитной кумуляции мощных генераторов электрической энергии, а также сопряжённых с ними сильноточных устройств, один из типов которых известен как «размыкатель Павловского». Он занимался работами по созданию установок для проведения физических исследований, требующих высокой энергетики — это импульсные лазеры. Были созданы образцы твёрдотельных и фотодиссоциационных лазеров, мощных электроразрядных лазеров. Во многих десятках изобретений и статей нашли отражение оригинальные технические решения, принадлежащие Александру Ивановичу.
Павловский являлся научным руководителем большого коллектива физиков-экспериментаторов, среди которых было много кандидатов и докторов наук. Также учёный участвовал в работе многих международных конференций, долгое время являлся членом международного оргкомитета регулярно проводимых конференций по сильным магнитным полям и родственным экспериментам.
Указом Президиума Верховного Совета СССР от 29 июля 1966 года за работы в области ядерной физики, используемые в создании ядерного и термоядерного оружия Павловский Александр Иванович удостоен звания Героя Социалистического Труда.
15 марта 1979 года был избран членом-корреспондентом АН СССР (специальность — «ядерная физика», отделение ядерной физики).
7 декабря 1991 года Павловский был избран академиком РАН (специальность — «электроника», секция физики, энергетики, радиоэлектроники). В 1993 году стал первым заместителем научного руководителя, одновременно оставаясь начальником отделения.
До сегодняшнего дня работы Павловского по созданию сильнейших магнитных полей имеют мировое значение.
Скончался 12 февраля 1993 года в Нижнем Новгороде. Похоронен в городе Саров Нижегородской области.

## Награды
- Сталинская премия третьей степени (1953) — «за ядерно-физические исследования, связанные с разработкой и испытанием изделия РДС-6с»[4].
- Ленинская премия (1963).
- Герой Социалистического Труда (Указ Президиума Верховного Совета СССР 29 июля 1966 года, орден Ленина и медаль «Серп и Молот») — за работы в области ядерной физики, используемые в создании ядерного и термоядерного оружия.
- Государственная премия СССР (1983).
- Заслуженный деятель науки и техники РСФСР (5 октября 1988).
- Государственная премия Российской Федерации (1999, посмертно) — за высокие результаты, полученные на генераторах СВЧ-излучения.
- медали.